# Ignacio Calle
Ignacio Calle Tobón, né le 21 août 1931 à Cali en Colombie et mort le 24 février 1982 à Medellín, est un joueur de football international colombien, qui évoluait au poste de défenseur.

## Biographie

### Carrière en club
Avec l'Atlético Nacional, il remporte un titre de champion de Colombie.

### Carrière en sélection
Avec l'équipe de Colombie, il joue 9 matchs (pour aucun but inscrit) entre 1957 et 1962. 
Il figure dans le groupe des sélectionnés lors de la Coupe du monde de 1962. Il ne joue aucun match lors de la phase finale de cette compétition. Il joue toutefois deux matchs comptant pour les tours préliminaires de la Coupe du monde 1958 et également deux matchs comptant pour les tours préliminaires de la Coupe du monde 1962.

## Palmarès
Atlético Nacional
- Championnat de Colombie (1) :
  - Champion : 1954.